# Naso (Eólida)
Naso (en griego eólico, Νᾶσος) era el nombre de una antigua colonia griega de Eólida.
Es dudoso si se trata de la ciudad ubicada por Heródoto en las llamadas «Cien Islas».
El topónimo «Neso Pordoselene» (Νεσος Πορδοσελήνε) aparece mencionado en la lista de tributos a Atenas del año 422/1 a. C. pero existen diferentes opiniones sobre si Neso (o Naso) y Pordoselene eran una única ciudad o si se trata de dos ciudades distintas. Por otro lado, el gentilicio «nasiotas» (Νασιώτας) aparece en una inscripción de Adramitio fechada hacia 319-317 a. C.
Se conservan monedas de plata y bronce de Naso fechadas en el siglo IV a. C. Se ha supuesto que Naso estuvo ubicada en la isla de Alibey Adası, situada entre Lesbos y Asia Menor.